# گوتلیب آمشتاین
گوتلیب آمشتاین (انگلیسی: Gottlieb Amstein; ۶ اوت ۱۹۰۶ – ۱۸ ژوئیهٔ ۱۹۷۵) دوچرخه‌سوار اهل سوئیس بود.